# Pose (serie de televisión)
Pose (estilizada como POSE) es una serie de televisión dramática estadounidense sobre la escena cultural afroamericana y latina LGBTIQ+ y de género inconformista de la ciudad de Nueva York en la década de 1980 (primera temporada) y a principios de la década de 1990 (segunda temporada), centrándose ya en la tercera y última temporada en la recta final de la década de 1990. Los personajes destacados son bailarines y modelos que compiten por trofeos y reconocimiento en esta cultura underground, y que se apoyan mutuamente en una red de familias elegidas conocidas como Houses (Casas).
Creada por Ryan Murphy, Brad Falchuk y Steven Canals, la serie estrenó el 3 de junio de 2018 en FX. La serie está protagonizada por un elenco que incluye a MJ Rodriguez, Dominique Jackson, Billy Porter, Indya Moore, Evan Peters, Kate Mara, James Van Der Beek, Ryan Jamaal Swain, Charlayne Woodard, Hailie Sahar, Angelica Ross, Angel Bismark Curiel, Dyllón Burnside, y Sandra Bernhard.
La primera temporada fue recibida con elogios de la crítica y posteriormente recibió numerosas nominaciones a premios, incluidos el Globo de Oro a la Mejor Serie de Televisión - Drama y el Globo de Oro al Mejor Actor en una serie dramática para Billy Porter. En 2019, Porter recibió el premio Primetime Emmy al mejor actor en una serie dramática, el primer hombre negro abiertamente gay en ser nominado y ganar en una categoría de actuación principal de un Emmy. La serie fue nominada a Mejor Serie de Drama en la misma ceremonia.
En España, la primera temporada estrenó el 4 de junio de 2018 en HBO España. En Latinoamérica, estrenó el 5 de octubre de 2018 en la App de Fox Premium y en Fox Premium Series. También estrenó para ambas regiones en Netflix.
La segunda temporada estrenó el 11 de junio de 2019 con mayor éxito. La tercera y última temporada estrenó el 2 de mayo de 2021 y concluyó el 6 de junio de 2021 con un total de 26 episodios.

## Sinopsis
La temporada 1 de Pose se desarrolla entre 1987 y 1988 y analiza "la yuxtaposición de varios segmentos de la vida y la sociedad en Nueva York": el mundo de la cultura del baile afroamericano y latino, la escena social y literaria del centro de la ciudad y el surgimiento del medio yuppie Trump.
La segunda temporada comienza en 1990. Muchos de los personajes son ahora seropositivos o viven con sida. Algunos se han convertido en activistas del SIDA con ACT UP, y ahora todos asisten con frecuencia a eventos de recaudación de fondos, funerales y servicios conmemorativos para sus muchos amigos y amantes en la comunidad que ha sido duramente afectada por la pandemia del VIH/sida. Con el lanzamiento de canciones de Madonna, Malcolm McLaren y otros, algunos aspectos de los estilos de baile de salón comienzan a generalizarse y los miembros de la comunidad encuentran nuevas oportunidades como bailarines y profesores de baile. Otras trabajan como dominatrices y estríperes.

## Elenco y personajes
| Actor/Actriz         | Personaje                               | Temporada  | Temporada  | Temporada |
| Actor/Actriz         | Personaje                               | 1          | 2          | 3         |
| -------------------- | --------------------------------------- | ---------- | ---------- | --------- |
| MJ Rodriguez         | Blanca Rodriguez-Evangelista            | Principal  | Principal  | Principal |
| Dominique Jackson    | Elektra Wintour                         | Principal  | Principal  | Principal |
| Billy Porter         | Pray Tell                               | Principal  | Principal  | Principal |
| Indya Moore          | Angel Evangelista                       | Principal  | Principal  | Principal |
| Hailie Sahar         | Lulu Ferocity                           | Principal  | Principal  | Principal |
| Angel Bismark Curiel | Esteban "Lil Papi" Martinez-Evangelista | Principal  | Principal  | Principal |
| Dyllón Burnside      | Ricky Wintour                           | Principal  | Principal  | Principal |
| Ryan Jamaal Swain    | Damon Richards-Evangelista              | Principal  | Principal  | Invitado  |
| Angelica Ross        | Candy Johnson-Ferocity                  | Principal  | Principal  | Invitada  |
| Charlayne Woodard    | Helena St. Rogers                       | Principal  | Recurrente |           |
| Evan Peters          | Stan Bowes                              | Principal  |            |           |
| Kate Mara            | Patty Bowes                             | Principal  |            |           |
| James Van Der Beek   | Matt Bromley                            | Principal  |            |           |
| Sandra Bernhard      | Judy Kubrak                             | Invitada   | Principal  | Principal |
| Jason A. Rodriguez   | Lemar Wintour                           | Recurrente | Recurrente | Principal |
| Jeremy Pope          | Christopher                             |            |            | Principal |

### Principales
- MJ Rodriguez como Blanca Rodriguez-Evangelista, una mujer trans con VIH y exmiembro de la Casa Abundance. Es la fundadora y madre de la Casa Evangelista.
- Dominique Jackson como Elektra Wintour, madre de la antigua Casa Abundance. Tras breves periodos en las Casa Evangelista y Casa Ferocity, forma la Casa Wintour.
- Billy Porter como Pray Tell, maestro de ceremonias de los bailes en Nueva York, diseñador de moda y mentor de miembros de la comunidad, especialmente de los miembros de las Casa Evangelista. También está en una relación con Ricky.
- Indya Moore como Angel Evangelista, una trabajadora sexual trans que se une a la Casa Evangelista luego de salir de la Casa Abundance. Tiene una relación con Stan durante la primera temporada.
- Ryan Jamaal Swain como Damon Richards-Evangelista, un talentoso bailarín sin hogar que se convierte en el primer miembro de la Casa Evangelista.
- Charlayne Woodard como Helena St. Rogers, profesora de danza moderna en la New School for Dance.
- Hailie Sahar como Lulu Ferocity, la fundadora de la Casa Ferocity junto a Candy.
- Angelica Ross como Candy Johnson-Ferocity, la fundadora de la Casa Ferocity junto a Lulu.
- Angel Bismark Curiel como Esteban "Lil Papi" Martinez-Evangelista, miembro de la Casa Evangelista.
- Dyllón Burnside como Ricky Wintour, exnovio de Damon y exmiembro de la Casa Evangelista que se une a la Casa de Wintour.
- Sandra Bernhard como Judy Kubrak, enfermera que trabaja con personas con SIDA y miembro de ACT UP. (temporada 2—3; invitada: temporada 1)
- Jason A. Rodriguez como Lemar Wintour, exmiembro de la Casa Abundance, que se une a la Casa Wintour. (temporada 3; recurrente: temporada 1—2)
- Evan Peters como Stan Bowes, el esposo yuppie de Patty que trabaja en Trump Tower y luego se convierte en el amante de Angel. (temporada 1)
- Kate Mara como Patty Bowes, esposa de Stan y madre de sus hijos. (temporada 1)
- James Van Der Beek como Matt Bromley, el jefe capo de Stan. (temporada 1)
- Jeremy Pope como Christopher, novio de Blanca. (temporada 3)

### Recurrentes
| - Jeremy McClain como Cubby Wintour, exmiembro de la Casa Abundance, que se une a la Casa Wintour. - Alexia Garcia como Aphrodite, una mujer trans y miembro de la Casa Xtravaganza que luego se une a la Casa Ferocity. (temporada 1) - Bianca Castro como Veronica, una cajera de una tienda de segunda mano que se une a la Casa Ferocity. (temporada 1) - Samantha Grace Blumm como Amanda Bowes, la hija de Stan y Patty. (temporada 1) - Jose Gutierrez Xtravaganza como él mismo, juez (House of Xtravaganza). (temporada 1) - Sol Williams Pendavis como él mismo, Juez (Casa de Pendavis). (temporada 1) - Kathryn Erbe como la Dra. Gottfried. (temporada 1) - Johnny Sibilly como Costas, Ore al novio de Tell que muere de SIDA. (temporada 1) - Tamara M. Williams como Summer. (temporada 1) - Christopher Meloni como Dick Ford, el rico amante y financiero de Elektra. (temporada 1) - Cecilia Gentili como la Sra. Orlando, una cirujana plástica sospechosa. (invitada: temporadas 1-2) - Trace Lysette como Tess, vendedora de una tienda de ropa que se une a la Casa Wintour. (temporada 2; invitada: temporada 1) | - Leiomy Maldonado como Florida, miembro de la Casa Ferocity. (temporada 2; invitado: temporada 1) - Jack Mizrahi como él mismo, maestro de ceremonias de salón y miembro del Consejo de Maestros de Ceremonia. (temporada 2; invitado: temporada 1) - Patti LuPone como Frederica Norman, una turbia magnate inmobiliaria. (temporada 2) - Edward Carnevale commo Jonas Norman, hijo de Frederica. (temporada 2) - Damaris Lewis como Jazmine, miembro de la Casa Wintour. (temporada 2) - Brielle 'Tati' Rheames como Silhouette, miembro de la Casa Wintour. (temporada 2) - Dashaun Wesley como Shadow, miembro de la Casa Wintour. (temporada 2) - Danielle Cooper como Wanda, amiga de Judy Kubrak. (temporada 2) - Trudie Styler como Sra. Ford, agente de modelos. (temporada 2) - Alexander DiPersia como Andre Tagiloni, famoso fotógrafo. (temporada 2) - André Ward como Manhattan, miembro del Consejo de Maestros de Ceremonia. (temporada 2) - J. Cameron Barnet como Castle, miembro del Consejo de Maestros de Ceremonia. (temporada 2) - Blaine Alden Krauss como Chris, el exnovio de Ricky. (temporada 2) - Patricia Black como Chi Chi, compañera de trabajo de Elektra. (temporada 2) |

### Invitados
| - Clark Jackson como Sr. Richards («Pilot»), padre de Damon - Roslyn Ruff como la Sra. Richards («Pilot»), madre de Damon - Deidre Goodwin como Wanda Green («Pilot») - Matt McGrath como Mitchell («Access»), el gerente de Boy Lounge - Christine Ebersole como Bobbi («Giving and Receiving»), la madre de Patty - Flor de Liz Perez como Carmen («Mother's Day»), hermana de Blanca - Our Lady J como Sherilyn («Love Is the Message») - Charles Brice como Darius («Love Is the Message»), el interés amoroso de Blanca. | - Peppermint como Euphoria («Butterfly/Cocoon») - Danny Johnson como Darnell Johnson («Never Knew Love Like This Before»), el padre de Candy - Patrice Johnson Chevannes como Vivica Johnson («Never Knew Love Like This Before»), la madre de Candy - Austin Scott como Adrian («Life's a Beach»), el interés amoroso de Blanca. - KJ Aikens como Quincy («In My Heels») - Gia Parr como Chilly («In My Heels») |

## Episodios
| Temporada | Temporada | Episodios | Episodios | Emisión original    | Emisión original     |
| Temporada | Temporada | Episodios | Episodios | Primera emisión     | Última emisión       |
| --------- | --------- | --------- | --------- | ------------------- | -------------------- |
|           | 1         | 8         | 8         | 3 de junio de 2018  | 22 de julio de 2018  |
|           | 2         | 10        | 10        | 11 de junio de 2019 | 20 de agosto de 2019 |
|           | 3         | 8         | 8         | 2 de mayo de 2021   | 6 de junio de 2021   |

## Producción

### Desarrollo
FX ordenó el piloto el 16 de marzo de 2017. En ese anuncio, se reveló que Ryan Murphy, Nina Jacobson, y Brad Simpson serán los productores ejecutivos, y que sería escrita por Murphy, Brad Falchuk, y el recién llegado, Steven Canals. Además, también se anunció que la serie sería una coproducción entre FX Productions y Fox21 Television Studios. Leiomy Maldonado y Danielle Polanco estarán coreografiando las escenas de baile de la serie. Más tarde se anunció que Janet Mock y Our Lady J se habían unido al personal de redacción de la serie y también iban a producirla.
El 27 de diciembre de 2017, FX anunció que la serie fue recogida y consistirá en una primera temporada de ocho episodios. El 12 de julio de 2018, se anunció que la serie se había renovado para una segunda temporada.
El 5 de marzo de 2021, sus creadores revelaron que la tercera y última temporada se estrenará el próximo 2 de mayo de 2021.

### Casting
Murphy y su equipo comenzaron a realizar el casting para el programa en marzo de 2017. Luego de una búsqueda nacional de casting de seis meses, la producción anunció que habían reunido el elenco transgénero más grande de la historia para una serie con guion. Esas actrices transgénero que se unen al reparto principal incluyen a MJ Rodriguez, Indya Moore, Dominique Jackson, Hailie Sahar y Angelica Ross. Los actores cisgéneros anunciados al mismo tiempo fueron Ryan Jamaal Swain, Billy Porter y Dyllon Burnside. Se espera que la serie incluya más de 50 personajes transgénero en total. Un día después, FX anunció que Evan Peters, Kate Mara, James Van Der Beek y Tatiana Maslany también se unieron a la serie y se prepararon para interpretar a Stan, Patty, Matt y una profesora de baile, respectivamente.
El 27 de diciembre de 2017, Maslany salió de la serie después de que su papel fuera reescrito a la de una mujer afroamericana de 50 años. El personaje fue interpretado por Charlayne Woodard.
El doblaje de la serie para el mercado latinoamericano, cuenta con un elenco principal de actrices trans, entre las que destacan las actrices mexicanas Morganna Love (Blanca) y Alejandra Bogue (Ms. Orlando), entre otras.

### Rodaje
La producción del piloto de la serie comenzó en la ciudad de Nueva York en octubre de 2017. Se esperaba que los siguientes episodios de la primera temporada comenzaran a producirse en febrero de 2018. Murphy dirigió los dos primeros episodios de la serie y Mock dirigió el sexto, convirtiéndola así en la primera mujer transgénero de color en escribir y dirigir cualquier episodio de televisión. El 14 de marzo de 2020, se suspendió la producción de la tercera temporada debido a la crisis sanitaria del COVID-19.
La filmación de la tercera y última temporada concluyó el 20 de marzo de 2021.

## Recepción

### Respuesta crítica
| Temporada | Temporada | Respuesta crítica | Respuesta crítica |
| Temporada | Temporada | Rotten Tomatoes   | Metacritic        |
| --------- | --------- | ----------------- | ----------------- |
|           | 1         | 96% (82 reseñas)  | 75 (27 reseñas)   |
|           | 2         | 98% (40 reseñas)  | 79 (14 reseñas)   |
|           | 3         | 100% (14 reseñas) | 76 (8 reseñas)    |

#### Primera temporada
En el sitio web de agregación de reseñas Rotten Tomatoes, la primera temporada tiene un índice de aprobación del 96% con una calificación promedio de 8.03 / 10 basada en 82 reseñas. El consenso crítico del sitio web dice: "Cargada de energía, equilibrio y confianza, Pose hace piruetas entre la opulencia artística y el drama deliciosamente jabonoso para crear una nueva adición al léxico de Ryan Murphy". Metacritic, que usa un promedio ponderado, asignó el valor primera temporada una puntuación de 75 sobre 100 según 27 críticas, lo que indica "críticas generalmente favorables".

#### Segunda temporada
En el sitio web de agregación de reseñas Rotten Tomatoes, la segunda temporada tiene un índice de aprobación del 98% con una calificación promedio de 8.25 / 10 basada en 40 reseñas. El consenso crítico del sitio web dice: "Una danza deliciosa y delicada de luz y oscuridad, la segunda temporada de Pose logra un equilibrio sorprendente entre la crudeza de la realidad y el glamour de la pasarela y brilla aún más". En Metacritic, la temporada 2 se mantiene. una puntuación de 79 sobre 100 basada en 14 críticas, lo que indica "críticas generalmente favorables".

#### Tercera temporada
En Rotten Tomatoes, la tercera temporada tiene una calificación de aprobación del 100% con una calificación promedio de 7.83 / 10, basada en 22 revisiones. El consenso crítico del sitio web dice: "Aunque es demasiado corta, la última temporada de Pose es una celebración de la vida; alegre y entretenida que no debe perderse". En Metacritic, la temporada 3 tiene una puntuación de 76 sobre 100, basada en 8 críticos, indicando "críticas generalmente favorables".

### Reconocimientos
| Año  | Premiación                                    | Categoría                                                                        | Nominado(s) | Resultado | Ref.   |
| ---- | --------------------------------------------- | -------------------------------------------------------------------------------- | --- | --------- | ------ |
| 2018 | American Film Institute Awards                | Top 10 TV Programs of the Year                                                   | Pose | Ganadora  | [ 27 ] |
| 2019 | Premios Globo de Oro                          | Mejor serie - Drama                                                              | Pose | Nominada  | [ 28 ] |
| 2019 | Premios Globo de Oro                          | Mejor actor de serie - Drama                                                     | Billy Porter | Nominado  | [ 28 ] |
| 2019 | Dorian Awards                                 | Serie de drama del año                                                           | Pose | Ganadora  | [ 29 ] |
| 2019 | Dorian Awards                                 | Actor de drama del año                                                           | Billy Porter | Ganador   | [ 29 ] |
| 2019 | Dorian Awards                                 | Serie LGTBQ+ del año                                                             | Pose | Ganadora  | [ 29 ] |
| 2019 | Dorian Awards                                 | Momento musical en la televisión del año                                         | Billy Porter, Mj Rodriguez y Our Lady J (actuación: "Home") | Ganadores | [ 29 ] |
| 2019 | Premios de la Crítica Televisiva              | Mejor serie de drama                                                             | Pose | Nominada  | [ 30 ] |
| 2019 | Premios de la Crítica Televisiva              | Mejor actor de drama                                                             | Billy Porter | Nominado  | [ 30 ] |
| 2019 | Academia de Artes y Ciencias de la Televisión | Outstanding Programs and Storytellers Advancing Social Change Through Television | Pose | Ganador   | [ 31 ] |
| 2019 | TCA Awards                                    | Programa del año                                                                 | Pose | Nominada  | [ 32 ] |
| 2019 | TCA Awards                                    | Mejor nuevo programa                                                             | Pose | Nominada  | [ 32 ] |
| 2019 | TCA Awards                                    | Reconocimiento en una serie de drama                                             | Pose | Nominada  | [ 32 ] |
| 2019 | TCA Awards                                    | Reconocimiento individual en una serie                                           | Billy Porter | Nominado  | [ 32 ] |
| 2019 | Premios Primetime Emmy                        | Mejor Serie de Drama                                                             | Ryan Murphy, Brad Falchuk, Nina Jacobson, Brad Simpson, Alexis Martin Woodall, Sherry Marsh, Steven Canals, Silas Howard, Janet Mock, Our Lady J, Lou Eyrich y Erica Kay | Nominada  | [ 33 ] |
| 2019 | Premios Primetime Emmy                        | Mejor Actor Principal de Drama                                                   | Billy Porter | Ganador   | [ 33 ] |
| 2020 | Premios Globo de Oro                          | Mejor actor de serie - Drama                                                     | Billy Porter | Nominado  | [ 34 ] |
| 2020 | Premios de la Crítica Televisiva              | Mejor serie de drama                                                             | Pose | Nominada  | [ 35 ] |
| 2020 | Premios de la Crítica Televisiva              | Mejor actor de drama                                                             | Billy Porter | Nominado  | [ 35 ] |
| 2020 | Premios de la Crítica Televisiva              | Mejor actriz de drama                                                            | MJ Rodríguez | Nominada  | [ 35 ] |
| 2020 | Dorian Awards                                 | Serie de drama del año                                                           | Pose | Ganadora  | [ 36 ] |
| 2020 | Dorian Awards                                 | Actor de drama del año                                                           | Billy Porter | Ganador   | [ 36 ] |
| 2020 | Dorian Awards                                 | Actriz de drama del año                                                          | Mj Rodríguez | Nominada  | [ 36 ] |
| 2020 | Dorian Awards                                 | Serie LGTBQ+ del año                                                             | Pose | Ganadora  | [ 36 ] |
| 2020 | TCA Awards                                    | Programa del año                                                                 | Pose | Nominada  | [ 37 ] |
| 2020 | Premios Primetime Emmy                        | Mejor Actor de serie de Drama                                                    | Billy Porter | Nominado  | [ 38 ] |
| 2020 | Black Reel Television Awards                  | Mejor serie de Drama                                                             | Pose | Ganadora  | [ 39 ] |
| 2020 | Black Reel Television Awards                  | Mejor actor de serie de Drama                                                    | Billy Porter | Nominado  | [ 39 ] |
| 2020 | Black Reel Television Awards                  | Mejor dirección de capítulo de Drama                                             | Janet Mock (for "In My Heels") | Ganadora  | [ 39 ] |
| 2020 | Black Reel Television Awards                  | Mejor guion de capítulo de Drama                                                 | Janet Mock and Ryan Murphy (for "Love Like This Before") | Nominados | [ 39 ] |
| 2021 | Premios Primetime Emmy                        | Mejor serie dramática                                                            | Pose | Nominada  | [ 40 ] |
| 2021 | Premios Primetime Emmy                        | Mejor actor - Serie dramática                                                    | Billy Porter | Nominado  | [ 40 ] |
| 2021 | Premios Primetime Emmy                        | Mejor actriz - Serie dramática                                                   | Mj Rodriguez | Nominada  | [ 40 ] |
| 2021 | Premios Primetime Emmy                        | Mejor dirección - Serie dramática                                                | Steven Canals (por "Series Finale") | Nominado  | [ 40 ] |
| 2021 | Premios Primetime Emmy                        | Mejor guion - Serie dramática                                                    | Ryan Murphy, Brad Falchuk, Steven Canals, Janet Mock and Our Lady J (por "Series Finale")                                                                                | Nominados | [ 40 ] |
| 2021 | Premios Emmy a las Artes Creativas            | Mejor diseño de vestuario contemporáneo                                          | Analucia McGorty, Michelle Roy and Linda Giammarese (por "Series Finale")                                                                                                | Ganadores | [ 40 ] |
| 2021 | Premios Emmy a las Artes Creativas            | Mejor diseño peluquería contemporáneo                                            | Barry Lee Moe, Timothy Harvey, Greg Bazemore, Tene Wilder, Lisa Thomas and Rob Harmon por "Series Finale")                                                               | Ganadores | [ 40 ] |
| 2021 | Premios Emmy a las Artes Creativas            | Mejor diseño de maquillaje (no protésico) contemporáneo                          | Sherri Berman Laurence, Nicky Pattison Illum, Charles Zambrano, Shaun Thomas Gibson, Jessica Padilla and Jennifer Suarez (por "Series Finale")                           | Ganadores | [ 40 ] |
| 2021 | Premios Emmy a las Artes Creativas            | Mejor diseño de maquillaje (protésico)                                           | Thomas Denier Jr. (por "On the Run") | Nominado  | [ 40 ] |
| 2021 | Premios TCA                                   | Mejor logro para un drama                                                        | Pose | Nominado  | [ 41 ] |
| 2021 | Premios TCA                                   | Logro individual en un drama                                                     | Mj Rodriguez | Nominada  | [ 41 ] |
| 2022 | Premios Globo de Oro                          | Mejor serie de drama                                                             | Pose | Nominada  | [ 42 ] |
| 2022 | Premios Globo de Oro                          | Mejor actriz de serie de televisión - drama                                      | Mj Rodriguez | Ganadora  | [ 42 ] |
| 2022 | Premios Globo de Oro                          | Mejor actor de serie de televisión - drama                                       | Billy Porter | Nominado  | [ 42 ] |
| 2022 | Premios de la Crítica Televisiva              | Mejor serie de drama                                                             | Pose | Nominada  | [ 43 ] |
| 2022 | Premios de la Crítica Televisiva              | Mejor actriz de drama                                                            | Mj Rodriguez | Nominada  | [ 43 ] |
| 2022 | Premios de la Crítica Televisiva              | Mejor actor de dram                                                              | Billy Porter | Nominado  | [ 43 ] |